# Place du 18-Novembre
La place du 18-Novembre, est un lieu public de la ville de Colmar, en France.

## Situation et accès
Cette place publique est située dans le quartier centre.
On y accède par les rues Kléber, des Bains et Woelfelin.
Bus de la TRACE, lignes    1     2     3     4     5     6     7     8    20   21   22   23   24   25   26 , arrêt Théâtre.

## Origine du nom
La place doit son nom au 18 novembre 1918, date à laquelle les troupes françaises entrèrent dans la ville, 7 jours après la signature de l'armistice de 1918.

## Bâtiments remarquables et lieux de mémoire
Sur cette place se trouvent des édifices remarquables[Lesquels ?].

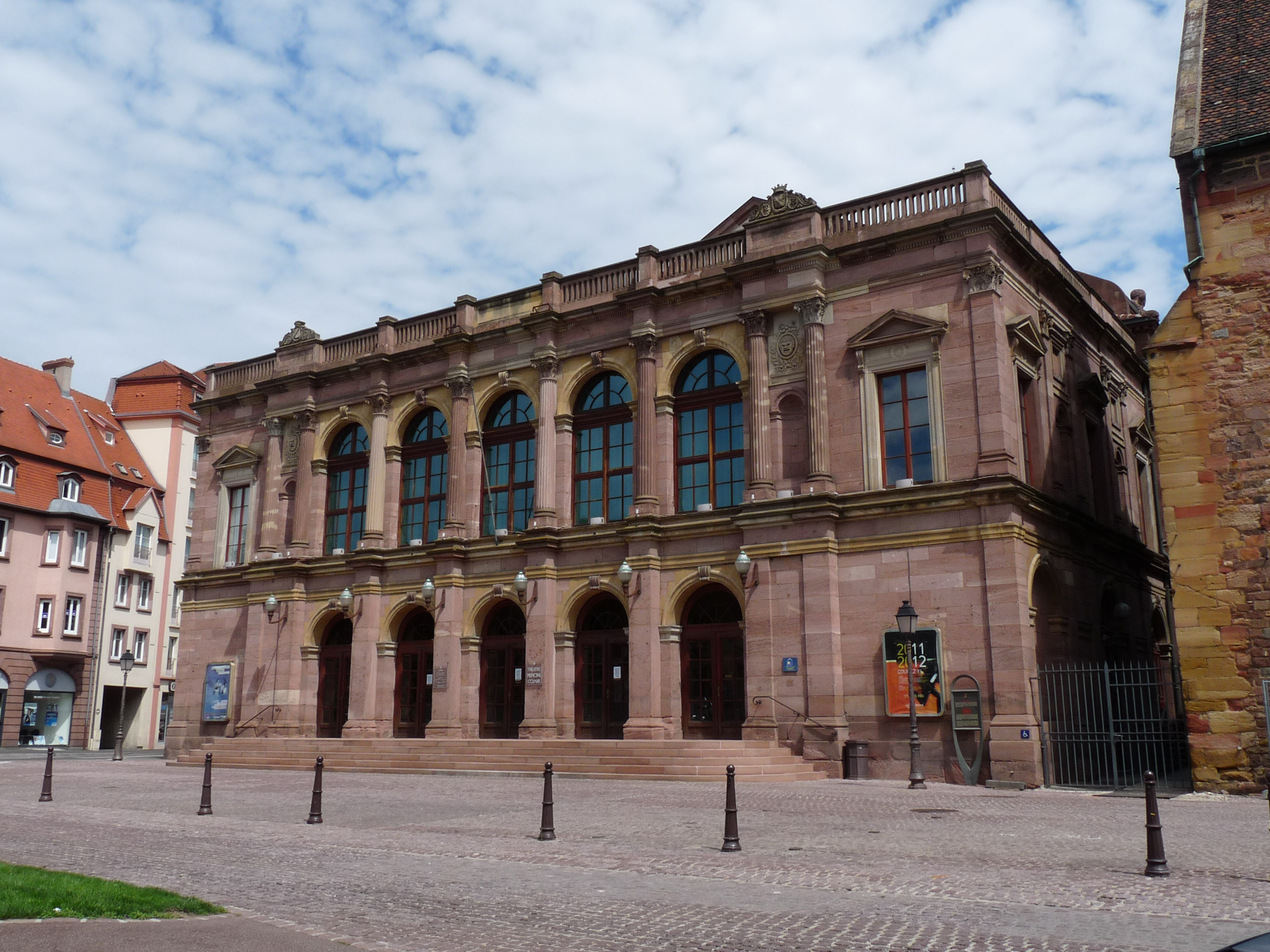
Théâtre municipal (1849[4])